# Consonne spirante labio-vélaire sourde
La consonne spirante labio-vélaire sourde est un son consonantique utilisé dans certaines langues parlées. Le symbole dans l'alphabet phonétique international est [ʍ].
On qualifie généralement la consonne [ʍ] de « fricative » pour des raisons historiques, mais lorsqu'elle existe (comme en anglais), c'est en fait une spirante, équivalent dévoisé de [w̥].

## Caractéristiques
Voici les caractéristiques de la consonne spirante labio-vélaire sourde :
- Son mode d'articulation est spirant, ce qui signifie qu’elle est produite en contractant modérément les organes phonateurs  au point d’articulation, causant à peine une turbulence.
- Son mode d'articulation est labio-vélaire, ce qui signifie qu'elle possède deux points d'articulation, bilabial d'une part, c'est-à-dire les deux lèvres arrondies, et vélaire d'autre part, la partie postérieure de la langue opérant une constriction au niveau du voile du palais.
- Sa phonation est sourde, ce qui signifie qu'elle est produite sans la vibration des cordes vocales.
- C'est une consonne orale, ce qui signifie que l'air ne s'échappe que par la bouche.
- C'est une consonne centrale, ce qui signifie qu’elle est produite en laissant l'air passer au-dessus du milieu de la langue, plutôt que par les côtés.
- Son mécanisme de courant d'air est égressif pulmonaire, ce qui signifie qu'elle est articulée en poussant l'air par les poumons et à travers le chenal vocatoire, plutôt que par la glotte ou la bouche.

## En français
Le français ne possède pas ce son. On le retrouve néanmoins en tant qu'allophone du [w] devant des consonnes sourdes et dans les mots d'emprunt à l'anglais.

## Autres langues
On en trouve un exemple dans plusieurs langues, dont certains dialectes anglais, notamment en Écosse, en Irlande et dans certaines régions des États-Unis. Il existe alors une distinction orale entre les mots whine (pleurer) et wine (vin) :  [ʍ] est alors le son noté par les deux lettres 'wh', digramme que l'on trouve également en cornique.
C'est aussi un phonème proche que l'on entend en drehu, quoique nettement plus fricatif, représenté dans cette langue par 'q', qui sonne plus ou moins comme le 'ju' (/xʷ/) (comme dans juego) de l'espagnol d'Amérique centrale.

## Voir également
- Mode d'articulation
- Point d'articulation